# Bifenyl
Bifenyl (E230) – organiczny związek chemiczny z grupy aromatycznych związków policyklicznych, dimer benzenu.

Atropoizomery kwasu 6,6'-dinitro-[1,1'-bifenylo]-2,2'-dikarboksylowego

Pierścienie fenylowe bifenylu nie są położone w jednej płaszczyźnie, najniższą energię ma konformacja, w której skręcone są one względem siebie o ok. 45°. Bariera energetyczna rotacji jest stosunkowo niska i wynosi ok. 6–8 kcal/mol. Z powodu zahamowania rotacji pierścieni, pochodne bifenylu podstawione różnymi grupami w pozycjach orto są chiralne i występują w postaci dwóch atropoizomerów.